# HK UMP
Heckler & Koch UMP (нем. Universale Maschinenpistole — универсальный пистолет-пулемёт) — пистолет-пулемёт, разработанный немецкой компанией Heckler & Koch в 1990-х годах в качестве дополнения к семейству пистолетов-пулемётов HK MP5.
Устройство нового оружия было упрощено, но вместе с тем были использованы более современные материалы. Компания планировала предложить данную модель на рынке полицейского оружия США, чем был обусловлен выбор используемых боеприпасов — популярных в США .45 АСР и .40 S&W, вариант под патрон 9×19 мм Парабеллум появился годом позже.

## Описание

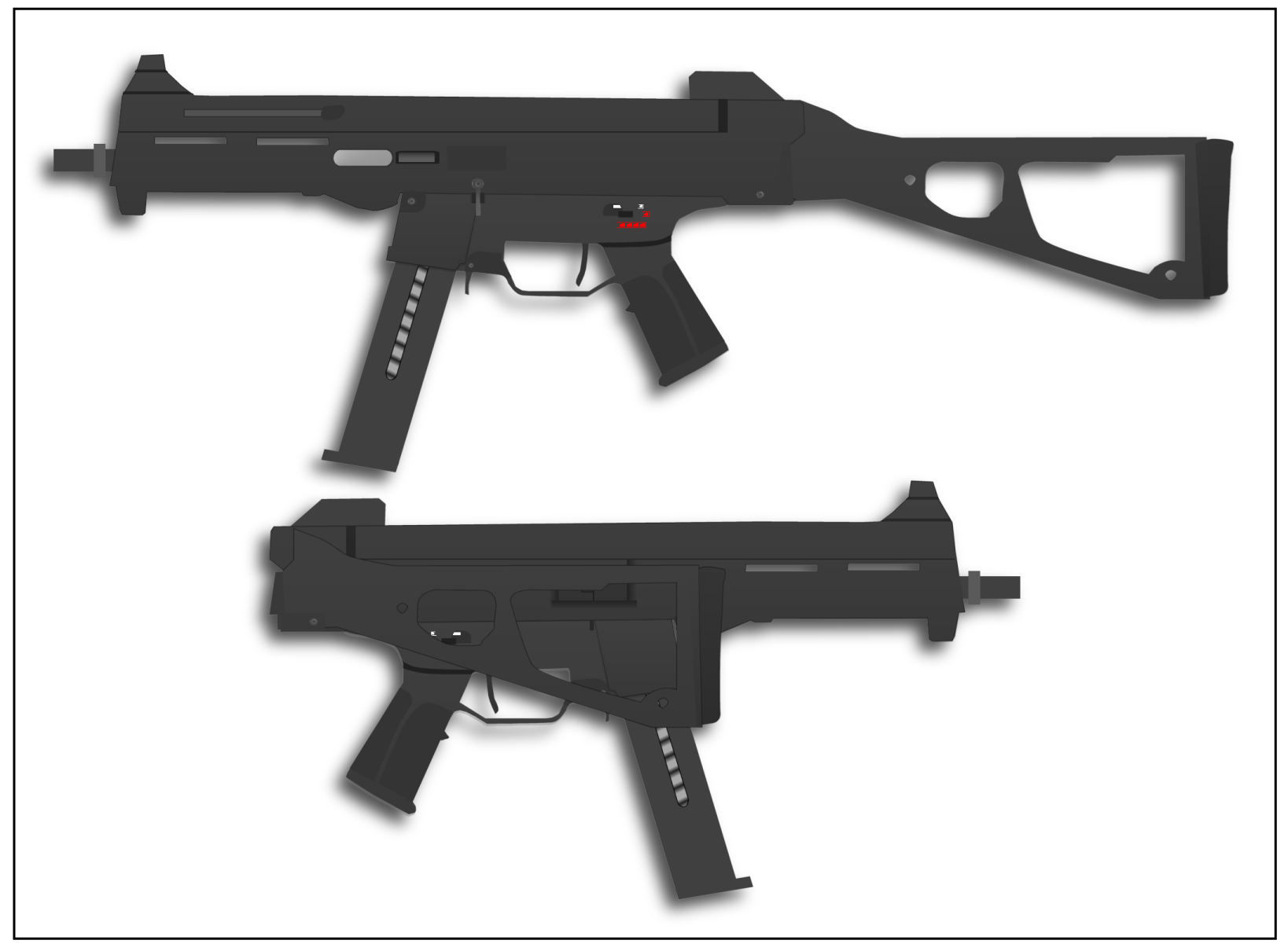
HK UMP 45 (со сложенным и разложенным прикладом)

Пистолет-пулемет HK UMP является оружием, сконструированным по схеме с свободным затвором. Стрельба ведётся с закрытого затвора. При создании в первую очередь учитывалось останавливающее действие пули применяемого патрона. В целом оружие получилось достаточно надежным и простым в обслуживании. Складной приклад делает пистолет-пулемет UMP достаточно удобным в сравнении со своими аналогами. Так как UMP в оригинале разрабатывался для стрельбы крупнокалиберными патронами, и в связи с затруднениями при подаче патронов .45 ACP по сравнению с 9×19 мм Парабеллум, практическая скорострельность искусственно снижена до 600 выстрелов в минуту, что делает его одним из самых «медленных», наряду с УЗИ и МР-40, пистолетов-пулемётов.
UMP9 под патрон 9×19 мм на 0,46 кг легче, чем аналогичный MP5 A2, что обусловлено преимущественно полимерной конструкцией, с помощью чего достигнута также устойчивость к коррозии. Полимер стойкий к повреждениям и нагрузкам, позволяет использование в полевых условиях.
УСМ — куркового типа. Двухсторонний предохранитель-переводчик режимов позволяет вести стрельбу одиночными, непрерывными очередями, а также, опционально, очередями с отсечкой по 2 или 3 выстрела. Имеется затворная задержка.
Затворная коробка выполнена из пластмассы. К ней внизу присоединяется также выполненная из пластика коробка УСМ с приёмником магазина и пистолетной рукояткой. Приклад складывается вправо.
В конструкции пистолета-пулемета предусмотрена возможность установки различных коллиматорных прицелов, тактических фонарей, приборов бесшумной и беспламенной стрельбы. Дополнительно UMP можно оснастить съёмной рукоятью. 
Возможно крепление четырёх планок Пикатинни — на затворной коробке сверху, справа, слева и снизу на корпусе. Вертикальная передняя рукоятка облегчает контроль оружия при ведении автоматического огня.

## Варианты
Существуют три варианта оружия: UMP45 под патрон .45 ACP, UMP40 под патрон .40S&W, UMP9 под патрон 9×19 мм Парабеллум.
Несмотря на различные калибры, все версии имеют одинаковый дизайн и отличаются только формой магазина: для крупных калибров — прямой, для 9×19 мм Парабеллум — изогнутый.
- Все версии могут превращаться друг в друга путём замены затвора, ствола и магазина.

Также существует версия USC — самозарядный карабин (гражданская версия) для самообороны или спортивных целей. От основных версий отличается фиксированным скелетным прикладом, 10-зарядным магазином (несовместимым с другими малозарядными магазинами пистолетов-пулеметов), отсутствием возможности ведения автоматического огня, более длинным стволом.

## Страны-эксплуатанты
- Австралия — используется полицейскими спецподразделениями в варианте UMP-40.
- Иордания — используется силами специальных операций.
- Италия — 9-мм HK UMP состоят на вооружении полицейского спецподразделения NOCS[4]

- Канада — используется полицейским спецподразделением Брантфорда в варианте UMP-40.
- Литва — на вооружении департамента полиции.

- Латвия — вооружённые силы Латвии[5]
- Малайзия — используется контр-террористическим подразделением морского флота в варианте UMP-9.
- Мексика — используется морской пехотой. Используемый вариант — неизвестен.
- Польша — в 2005 году 9-мм HK UMP были закуплены для спецподразделений полиции[6], также состоят на вооружении пограничной охраны[7]
- Румыния — UMP-9 используется спецподразделениями вооружённых сил Румынии
- Сербия — специальная бригада вооружённых сил Сербии
- США — UMP-40 используется пограничной службой и охраной Пентагона.
- Таиланд — 9-мм HK UMP состоят на вооружении спецподразделения военно-морских сил Таиланда[8]
- Филиппины — UMP-45 используется спецподразделением национальной полиции.